# Benjamin Adams
Benjamin Willard Adams (né le 31 mars 1890 à Newark et décédé le 15 mars 1961 à Neptune) est un athlète américain spécialiste du saut en longueur et en hauteur sans élan. Il est le frère de Platt Adams. Affilié au New York Athletic Club, il mesurait 1,88 m pour 78 kg.

## Biographie

### Palmarès
| Date | Compétition           | Lieu      | Résultat | Épreuve            | Performance |
| ---- | --------------------- | --------- | -------- | ------------------ | ----------- |
| 1912 | Jeux olympiques d'été | Stockholm | 3e       | Longueur sans élan | 3,28 m      |
| 1912 | Jeux olympiques d'été | Stockholm | 2e       | hauteur sans élan  | 1,60 m      |

### Records
| Épreuve                    | Performance | Lieu      | Date |
| -------------------------- | ----------- | --------- | ---- |
| Saut en hauteur sans élan  | 1,60 m      | Stockholm | 1912 |
| Saut en longueur sans élan | 3,28 m      | Stockholm | 1912 |